# شهرستان اوستژشوف
شهرستان اوستژشوف (به لهستانی: Powiat Ostrzeszów) یک شهرستان در لهستان است که در استان لهستان بزرگ‌تر واقع شده‌است. شهرستان اوستژشوف ۷۷۲٫۳۷ کیلومتر مربع مساحت و ۵۴٬۴۹۰ نفر جمعیت دارد.